# Rüsselblässhuhn

Das Verbreitungsgebiet des Rüsselblässhuhns

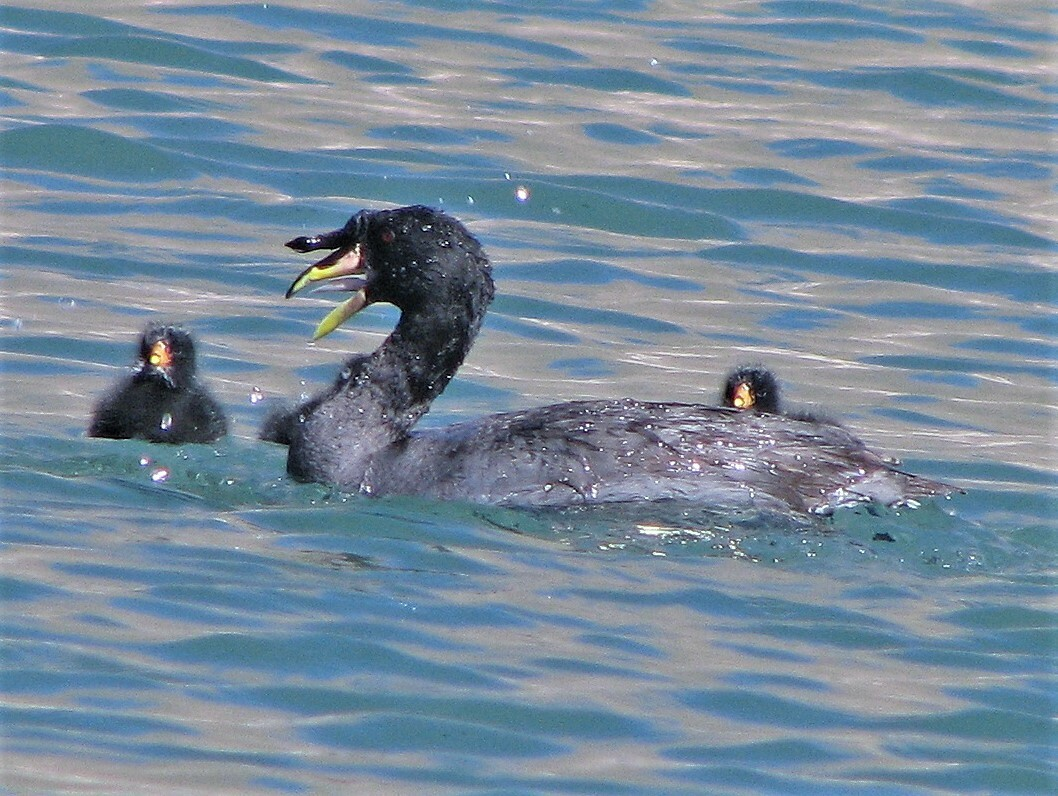
Rüsselblässhuhn mit Küken

Das Rüsselblässhuhn (Fulica cornuta) ist eine Vogelart aus der Familie der Rallenvögel (Rallidae).
Der Vogel kommt in den hochgelegenen Seen der Anden Südamerikas vom Nordwesten Bolivien bis in den Norden Chiles und den Nordwesten Argentiniens vor.
Der Lebensraum umfasst Seen im kargen Anden-Hochgebirge, Frisch- und Brackwasser mit dichten Wasserpflanzen, hauptsächlich zwischen 3000 und 5200 m Höhe. Gegenüber dem Riesenblässhuhn (Fulica gigantea) bevorzugt die Art trockenere Puna-Gebiete weiter südlich.
Der Artzusatz kommt von lateinisch cornutus ‚gehörnt‘.

## Merkmale
Die Art ist 46–53 cm groß und wiegt etwa 2100 (Männchen) beziehungsweise 1600–1900 g (Weibchen). Der Vogel ist schiefergrau, am dunkelsten an Kopf und Nacken. Ins Auge springend ist das große „Horn“, eine rüsselartig dem Schnabel aufliegende Lappenstruktur. Der zentrale Lappen ist groß, schwarz und kann möglicherweise aufgestellt werden, daneben liegt jeweils ein kleinerer Lappen. Alle drei enden in Haarbüscheln. An der Basis des Schnabels und unterhalb der Lappen befindet sich ein fleischiger, weißlicher Karunkel. Die Unterschwanzdecken sind schwarz und tragen zwei weiße Streifen.
Die Iris ist dunkelrot, der Schnabel grünlich-gelb mit blass oranger Basis und schwarzem Schnabelfirst. Die Beine sind oliv, die Gelenke dunkel gefärbt.
Die Geschlechter unterscheiden sich nicht. Jungvögel sind grauer mit viel Weiß an Kinn und Kehle, der Schnabel ist schwarz, grünlich überhaucht, das Horn noch klein oder fehlend.
Die Art unterscheidet sich vom Riesenblässhuhn (Fulica gigantea) deutlich durch die Färbung und die Anatomie des Schnabels.

## Geografische Variation
Die Art ist monotypisch.

## Stimme
Die Lautäußerungen ähneln denen des Riesenblässhuhns' (Fulica gigantea) und werden als tiefe Grunzlaute von 3–5 Silben und laute scharfes Grunzen beschrieben.

## Lebensweise
Abhängig von der Verfügbarkeit der Nahrung, von Trockenheit und Überflutung zieht die Art sowohl in unterschiedliche Höhenlagen bis herab auf 2000 m Höhe als auch in verschiedene, teils weiter entfernte Lebensräume, üblicherweise nachts.
Die Nahrung besteht hauptsächlich aus Wasserpflanzen wie Myriophyllum, Potamogeton und Ruppia, auch aus Gras und Pflanzensamen.
Die Brutzeit liegt hauptsächlich zwischen Oktober und Februar, der Nestbau beginnt oft schon einen Monat vorher. Die Art lebt monogam, brütet auch in Kolonien von bis zu 80 Brutpaaren.
Das Nest wird auf einem großen Steinhaufen gebaut, so dass das Nest nicht in Ufernähe und auch nicht unmittelbar an der Wasseroberfläche liegt. Der Vogel errichtet diesen Steinhaufen und nutzt ihn dann viele Jahre.

## Gefährdungssituation
Der Bestand gilt als potentiell gefährdet (Near Threatened) aufgrund der geringen Population.